# Louve capitoline
Pour les articles homonymes, voir La lupa et Louve.
La Louve capitoline ou Louve du Capitole (italien : lupa capitolina) est une sculpture en bronze qui est conservée à Rome aux musées du Capitole depuis 1471 et dont de nombreuses répliques existent à divers endroits du monde. Cette louve est un symbole associé à la mythique légende de Romulus et Rémus et à la fondation de Rome depuis l'Antiquité et l'une des icônes les plus reconnaissables de la mythologie antique.

## Légende
Selon le mythe rapporté par Tite-Live et Denys d'Halicarnasse, la vestale Rhéa Silvia s'est unie au dieu Mars et a donné naissance à des jumeaux, Romulus et Remus. Le roi Numitor, grand-père des jumeaux, est renversé par son frère Amulius à Albe la Longue. Pour éviter que les petits-enfants, une fois devenus adultes, puissent revendiquer le trône usurpé, Amulius ordonne qu'ils soient jetés dans le Tibre dans un panier. Les jumeaux sont recueillis par une louve au pied du mont Palatin, sous un figuier sauvage (le Ficus Ruminalis) situé devant l'entrée de la grotte du Lupercal. L'animal les aurait nourris et protégés jusqu'à ce qu'un berger, Faustulus, les trouve et les élève. Devenus adultes, les deux frères retournent à l'endroit de leur abandon et y fondent la ville de Rome,.

## Description
La sculpture en bronze de 75 cm de hauteur et 114 cm de longueur, est un peu plus grande que la taille réelle et montre une louve allaitant les jumeaux mythiques fondateurs de Rome, Romulus et Rémus. La louve est représentée dans une pose tendue et vigilante, avec des oreilles alertes et des yeux guettant le danger. En revanche, les jumeaux - exécutés dans un style complètement différent - sont inconscients de leur environnement, absorbés dans leur allaitement.
Hormis quelques petits dégâts et manques qui ont été rapidement restaurés, la statue de la louve est intacte. Le modelé est généralement fin et rigide, mais agrémenté d'un décorativisme minutieux, clair et essentiel, notamment dans le dessin des poils, qui est rendu sur la nuque par un motif calligraphique de mèches « flammes », qui se poursuit dans les lignes au-delà de l’épaule et sur le dessus du dos, jusqu'à la queue.
L'animal est placé de profil, la tête tournée à 90 degrés vers le spectateur. Les mâchoires sont à moitié ouvertes et les dents sont pointues. Le corps de l'animal est maigre, exposant tout le côté. Les mamelles sur le ventre sont bien évidentes. Les pattes ont également un aspect sec et rugueux, et sont modelées en position de garde.

## Datation

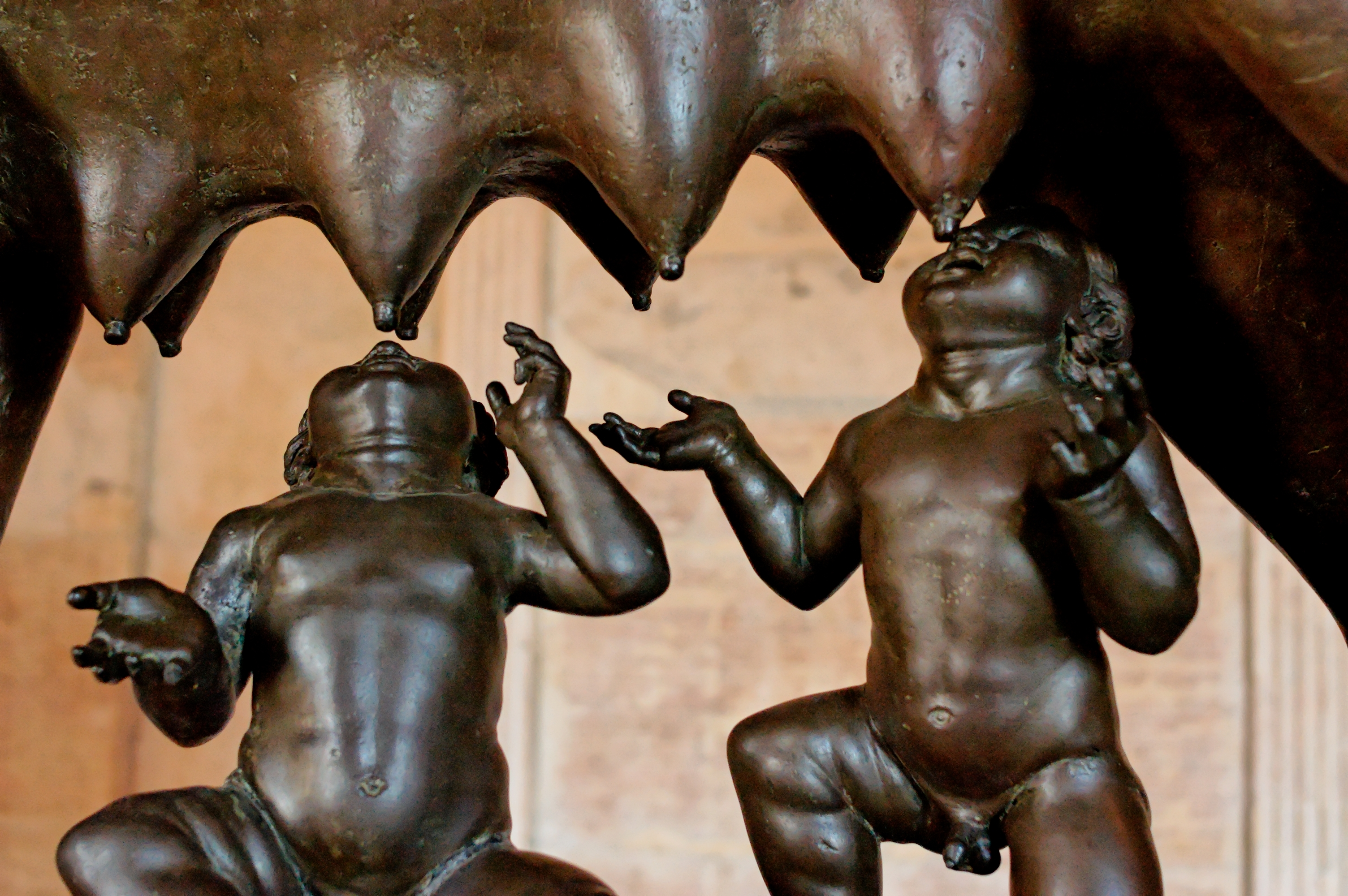
Romulus et Rémus (XVe siècle ?).

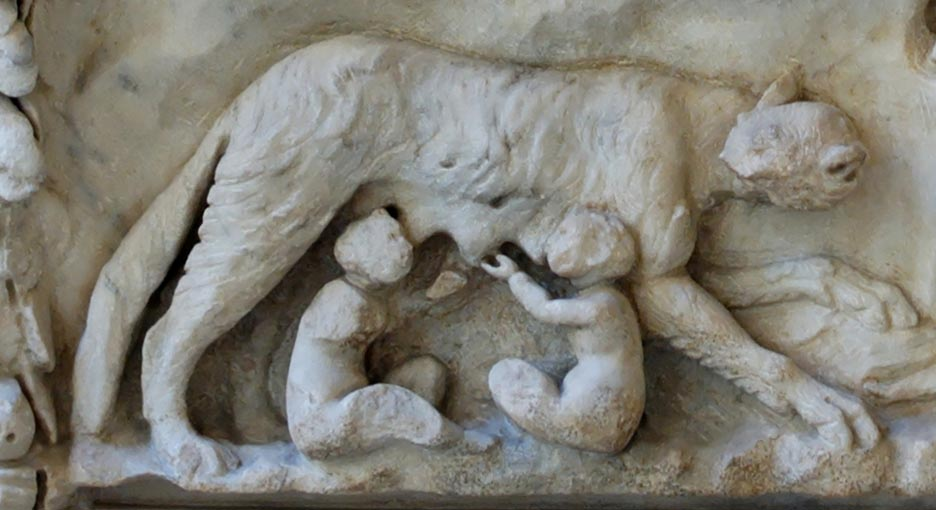
Sur l'autel de Mars et Vénus d'Ostie (musée du Palazzo Massimo), la louve a la tête tournée vers les jumeaux.

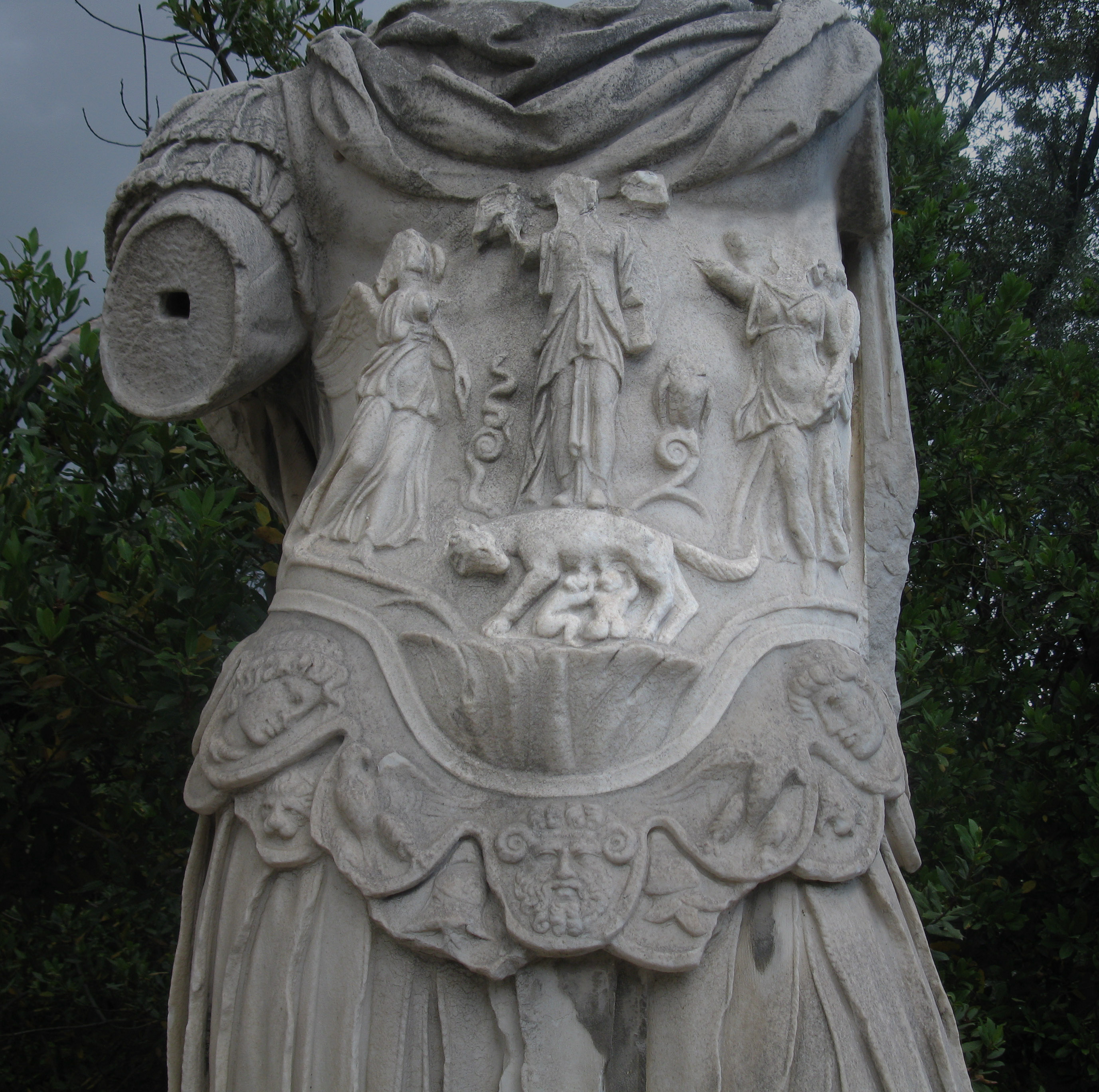
Sur un buste romain de l'Agora d'Athènes, la louve a aussi la tête tournée vers les jumeaux.

L'âge et l'origine de la Louve du Capitole sont controversés. La statue a été longtemps considérée comme une œuvre étrusque du Ve siècle av. J.-C., avec les jumeaux ajoutés à la fin du XVe siècle, probablement par le sculpteur Antonio Pollaiuolo : dans une gravure sur bois de la Mirabilia Urbis Romae (Rome, 1499), elle apparaît déjà avec les deux jumeaux.

### Sources antiques
La louve de la légende de Romulus et Remus était considérée comme un symbole de Rome depuis l'Antiquité. Des sources anciennes parlent de deux statues en bronze de la louve, l'une à Lupercal, l'autre au Capitole ; plusieurs sources anciennes font référence à des statues représentant la louve allaitant les jumeaux. La première statue, celle du Palatin, est mentionnée par Tite-Live en 295 av. J.-C., lorsque les deux édiles, Quintus Fabius Pictor et Quintus Ogulnius Gallus, ont financé avec les amendes infligés aux usuriers une statue des jumeaux fondateurs. Le passage de Tite-Live a donné deux interprétations différentes, qui considèrent les jumeaux comme faisant partie d'un groupe unitaire ou comme un ajout ultérieur à une image plus ancienne de la louve. Pline l'Ancien mentionne la présence dans le Forum Romain d'une statue d'une louve qui était « comme si elle avait traversé le Comitium pendant qu'Attus Navius faisait les présages ». Cicéron mentionne une statue de la louve comme l'un des nombreux objets sacrés du Capitole qui avaient été frappés par la foudre en 65 av. J.-C..

### Interprétations desXVIIIeetXIXesiècles
La Louve du Capitole a largement été considérée comme la sculpture décrite par Cicéron, en raison de la présence de dommages à la patte de la sculpture, qui correspondraient au coup de foudre de 65 av. J.-C.. Elle a d'abord été attribuée à l'artiste de Véies Vulca, qui a décoré le Temple de Jupiter capitolin, puis réattribuée à un artiste étrusque inconnu d'environ 480-470 av. J.-C. Johann Joachim Winckelmann a identifié une origine de la Renaissance pour les jumeaux ; ils ont probablement été ajoutés en 1471 ou plus tard.
Les représentations de l'époque classique de la louve avec des jumeaux sont assez différentes de la statue de la louve capitoline, qui présente une certaine rigidité, typique de la statuaire archaïque ou médiévale. Le dynamisme de la pose de la louve léchant l'un des jumeaux et l'attitude différente des jumeaux représentés dans les bas-reliefs en marbre et sur les pièces d'argent, en revanche, indiquent un haut niveau de naturalisme et ont été considérés comme des preuves du caractère hellénique ou hellénistique du modèle. Le caractère emblématique de l'image conçue comme l'allégorie de toute une histoire de fondation est particulièrement frappant.
Au XIXe siècle, un certain nombre de chercheurs ont remis en question la datation du bronze par Winckelmann. Emil Braun, le secrétaire de l'Institut archéologique de Rome, a suggéré en 1854 que les dommages à la patte du loup avaient été causés par une erreur lors de la coulée. Wilhelm Froehner, le conservateur du musée du Louvre, a déclaré en 1878 que le style de la statue était attribuable à la période de l'art carolingien plutôt qu'à l'étrusque, et en 1885, Wilhelm von Bode a également déclaré qu'il était d'avis que la statue était plus probablement une œuvre du Moyen Âge. Ces points de vue ont été largement ignorés et avaient été oubliés par le XXe siècle.

### Analyses modernes (XXIesiècle)
En 2006, l'historienne de l'art italienne Anna Maria Carruba et l'archéologue Adriano La Regina, professeur d'étruscologie à l'Université de Rome « La Sapienza »), ont contesté la datation traditionnelle de la louve sur la base d'une analyse de la technique de coulage. Carruba s'était vu confier la tâche de restaurer la sculpture en 1997, lui permettant d'analyser comment elle avait été réalisée. Elle a observé que la statue avait été coulée en une seule pièce, en utilisant une variante de la technique du moulage à la cire perdue. Cette technique n'était pas utilisée dans l'Antiquité classique ; les bronzes grecs et romains antiques étaient généralement construits à partir de plusieurs pièces, une méthode qui facilitait les moulages de haute qualité, avec moins de risques que pour le moulage de la sculpture entière en une fois. La coulée en une seule pièce était cependant largement utilisée au Moyen Âge pour mouler des objets en bronze qui nécessitaient un haut niveau de rigidité, tels que les cloches et les canons. Carruba fait valoir, comme Braun, que les dommages causés à la patte du loup étaient dus à une erreur dans le processus de moulage. De plus, La Regina, ancien surintendant du patrimoine archéologique de Rome, soutient que le style artistique de la sculpture s'apparente plus à l'art carolingien et à l'art roman qu'à celui du monde antique.
En juillet 2008, les résultats des analyses de datation au carbone 14, effectuées depuis 2006 par les universitaires de la région du Salento, ainsi que l'utilisation de la technique de la « cire perdue » qu’on employait peu dans l’Antiquité romaine, prouvent que l'œuvre ne date pas du Ve siècle av. J.-C., comme on l'a longtemps prétendu depuis les études de Winckelmann au XVIIIe siècle, mais remonterait en fait au milieu du Moyen Âge. Les résultats ont révélé avec une précision de 95,4 % que la sculpture avait été réalisée entre le XIe et le XIIe siècle, résultats confirmés par une étude au radiocarbone de 2019, basée sur des résidus organiques dans les noyaux de coulée récupérés dans la partie interne de la statue. On pourrait donc supposer que la statue signalée devant le palais du Latran dès le Xe siècle ne serait pas celle-ci .
Cependant, une étude récente de John Osborne à la British School at Rome conclut que les dates au radiocarbone et à la thermoluminescence étaient totalement incohérentes. Il a souligné que le métal à partir duquel la louve est faite est de type étrusque utilisant du cuivre de Sardaigne et qu'il n'y a aucun signe de l'adultération courante à l'époque médiévale, et que selon la prépondérance des probabilités, la louve devrait être considérée comme étrusque. Lors d'une conférence sur ce thème, la plupart des universitaires ont soutenu une origine étrusque ancienne, et l'analyse du métal suggère que son plomb provient d'un site minier qui n'est pas connu pour avoir fonctionné à l'époque médiévale.

## Citations médiévales

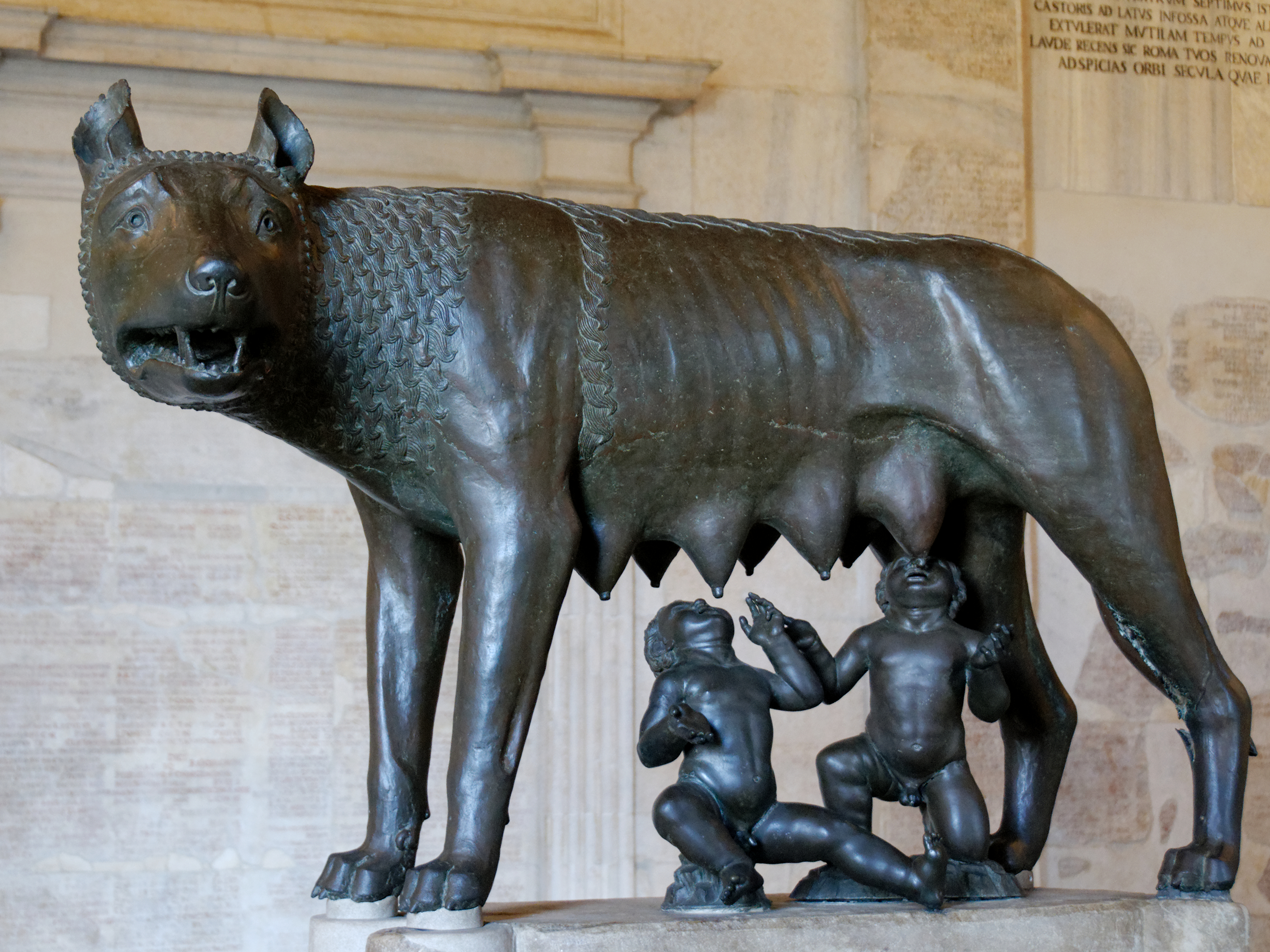
Sculpture dans les musées du Capitole.

On ne sait pas quand la sculpture a été érigée pour la première fois, mais un certain nombre de références médiévales mentionnent un « loup » se tenant dans le palais du Latran. Dans la Chronique de Benoît de Soracte du Xe siècle, le moine chroniqueur parle de l'institution d'une cour suprême de justice « au palais du Latran, au lieu-dit la Louve, c'est-à-dire la mère des Romains ». Des procès et des exécutions « au Loup » sont enregistrés de temps à autre jusqu'en 1438.
Le clerc anglais du XIIe siècle Magister Gregorius écrivit un guide médiéval de Rome De mirabilibus urbis Romae (en) et signale en annexe trois sculptures qu'il avait négligées ; l'une était la louve dans le portique, à l'entrée principale du palais du Latran. Il ne mentionne pas de jumeaux : il note qu'elle a été mise en place comme si elle traquait un bélier de bronze qui se trouvait à proximité, qui servait de fontaine. La louve a également servi de fontaine, pense Magister Gregorius, mais elle avait été brisée aux pieds et déplacée là où il l'avait vu.
La louve a été conservée avec d'autres monuments, comme l'inscription en bronze de la lex de imperio Vespasiani, qui ont été exposées comme des reliques pour attester la continuité entre l'Empire romain et la papauté, entre l'Antiquité et le Moyen Âge.
La Louve du Capitole actuelle ne peut pas être la sculpture vue par Benoît et Gregorius si son âge nouvellement attribué est accepté, bien qu'elle aurait pu remplacer une représentation antérieure (maintenant perdue) de la louve romaine. Offerte par le pape Sixte IV à la ville de Rome en 1471, elle est placée dans l'église Saint-Théodore-au-Palatin. En décembre 1471, Sixte IV ordonne que la sculpture soit transférée au palais des Conservateurs sur la colline du Capitole. La Louve du Capitole rejoint un certain nombre d'autres sculptures véritablement anciennes transférées en même temps, pour former le noyau des Musées du Capitole.
Les jumeaux lui ont été ajoutés avant 1509 par un artiste inconnu, de manière à conjurer définitivement le caractère sinistre de symbole de la justice que la Louve représentait au Latran, et pour souligner celui de Mater Romanorum, plus conforme à une œuvre qui était devenue devenue l'emblème du pouvoir communal.
De 1532-1537, date d'un dessin de Maarten van Heemskerck où elle est représentée sur la place du Capitole, et 1541-1543, la Louve est déplacée à l'intérieur du palais, « in porticu interiori propre aulam », c'est-à-dire dans la salle à portique qui se trouvait à l'extrémité droite du palais, près de la salle principale aujourd'hui dite « des Horaces et des Curiaces ». L'ensemble est ensuite transféré après 1876 dans le palais des Conservateurs.

## Restauration
Les investigations pour définir l'état de dégradation produit par l'environnement et par le temps sur le matériau constitutif de l'ouvrage, instable par nature, ont mis en évidence une condition particulière, différente de celle couramment rencontrée sur les bronzes archéologiques qui ont été enterrés pendant une longue période ou exposés en extérieur.
La plupart des transformations qui ont eu lieu au cours du temps sont représentées sur la patine et, à travers elle, atteignent l'intérieur de la matière. La patine et la forme sont à l'image de l'œuvre ; c'est justement par la préservation de la patine que le restaurateur permet la transmission des données historiques qui y sont représentées.
Les résultats de spectroscopie infrarouge, réalisées pour l'identification des produits organiques et ceux de la diffusion des rayons X pour la caractérisation des différentes patines de corrosion, ont fourni une série d'indications relatives à l'histoire de la conservation de la Louve.
Les épaisseurs de cires et d'huile de lin, appliquées à différents moments pour protéger la surface du bronze, l'emportent sur la fine couche d'oxyde de cuivre naturellement formée du fait de l'exposition du métal à l'atmosphère. L'attention constante portée à la sculpture pour éviter l'apparition de phénomènes corrosifs est donc évidente.
Une autre confirmation vient de la présence d'oxaltes, résidus de traitements protecteurs ou de décapage, utilisés autrefois pour protéger la patine brune fine ou pour éliminer chimiquement et radicalement une stratification inégale de patines jugée dangereuse ou inesthétique. Il ne s'agissait ni de bitume plinien, ni de patines intentionnelles (comme celles de la Renaissance), ni d'aucun procédé technique connu, mais des cires brillantes et transparentes appliquées non pas pour « altérer » la patine, mais pour améliorer les qualités esthétiques et protéger la matière sous-jacente. Cependant, ces cires apparaissent maintenant oxydées, noircies et opaques.
Différents tests de nettoyage ont été réalisés dans différentes zones dans le but d'explorer la séquence stratigraphique des dépôts cireux, leur adhérence au support métallique et la pénétration et l'extension d'éventuels phénomènes corrosifs. Chaque soufflet a été réalisé en éliminant mécaniquement, au scalpel, la croûte noire déposée sur la surface fondante, avec des écouvillons imbibés de trichloréthylène, les résidus de substances organiques et enfin en perfectionnant le nettoyage avec des brosses à poils montées sur microforet dentaire, pour l'élimination complète de la cire de la porosité de la surface. Sur tout le corps de la louve et des jumeaux, quatre couches ont été retrouvées ; en partant de l'extérieur :
- la première plus superficielle, très fragmentaire et translucide ;
- la seconde, plus profonde que la précédente, gris-jaune, opaque et pâteuse ;
- le troisième, constitué d'une patine cuprite rouge-brun brillante ;
- le quatrième, uniquement sur la partie inférieure des pattes et du museau, est une couche intermédiaire de pigment vert (facilement éliminé avec un solvant tel que l'acétone).

L'élimination de l'ancienne couche protectrice et l'action conséquente de l'atmosphère sur certaines poches de chlorures présentes dans la patine ont provoqué, dans certains cas, l'apparition immédiate d'attaques de corrosion localisées, heureusement de peu d'étendues et spontanément stabilisées en peu de temps.
La dernière phase du traitement a consisté à la protection finale des surfaces avec l'application d'une résine acrylique à faible concentration, la Paraloid B72 à 3 %. Le but était de former une couche continue d'isolant en améliorant les caractéristiques de cohésion de la patine bronze dans les parties les plus poreuses, afin de la rendre imperméable à l'humidité et aux agents chimiques de la pollution atmosphérique.
La sculpture a également été équipée d'un nouveau support pour les pattes avant. Les anciens supports en mauvais état ont été remplacés par de nouveaux supports en acier inoxydable avec réglage en hauteur micrométrique ; de cette façon, il est possible de calibrer parfaitement la position de la louve par rapport à la base.
La forme de la partie avant du socle a ensuite été restaurée en intégrant les grands jeux avec un bloc de travertin façonné et recouvert de chaux Lafarge et de poudre de marbre pour le côté droit, et un jointoiement du même matériau pour le côté gauche.

## Répliques
Une réplique est offerte par la ville de Rome en 1962 à la ville de Paris, à l'occasion du jumelage des deux capitales. Elle se trouve dans le square Samuel-Paty situé place Paul-Painlevé (Ve arrondissement). La ville de Rome a également offert une réplique de la louve à la ville de Martigny, ancienne cité romaine située en Valais ; elle se trouve d'ailleurs sur la bien nommée place de Rome. Une autre fut donnée en 1921 par la municipalité de Rome à la ville de Cluj-Napoca (Roumanie), comme un symbole de la romanité des Roumains.
Les 5 et 6 juin 1982 furent célébrés les 2 100 ans d'existence de Narbonne. À cette occasion le docteur Alberto Benzoni, maire-adjoint de la ville de Rome, offrit à Narbonne une magnifique réplique de la Louve ; Narbonne fut la première colonie romaine et devint de ce fait la première fille de Rome, hors d'Italie.
Une histoire analogue (celle des fils de Rémus) donne lieu à une légende comparable pour la fondation de la ville de Sienne, avec la lupa senese qui orne tous les édifices notables de la ville (plusieurs devant le Duomo, sur une colonne de la place Salimbeni…) avec la différence de l'orientation de sa tête. Selon le mythe, Sienne a été fondée par Senus, fils de Remus et a donc aspiré à être une seconde Rome.
Une autre réplique, offerte au Japon par l'Italie fasciste en 1938, se trouve à Tokyo, au centre du parc Hibiya.
Une réplique de la louve se trouve en Belgique, dans la ville de La Louvière, le monument est érigé en 1953, symbolise l'origine de la cité.

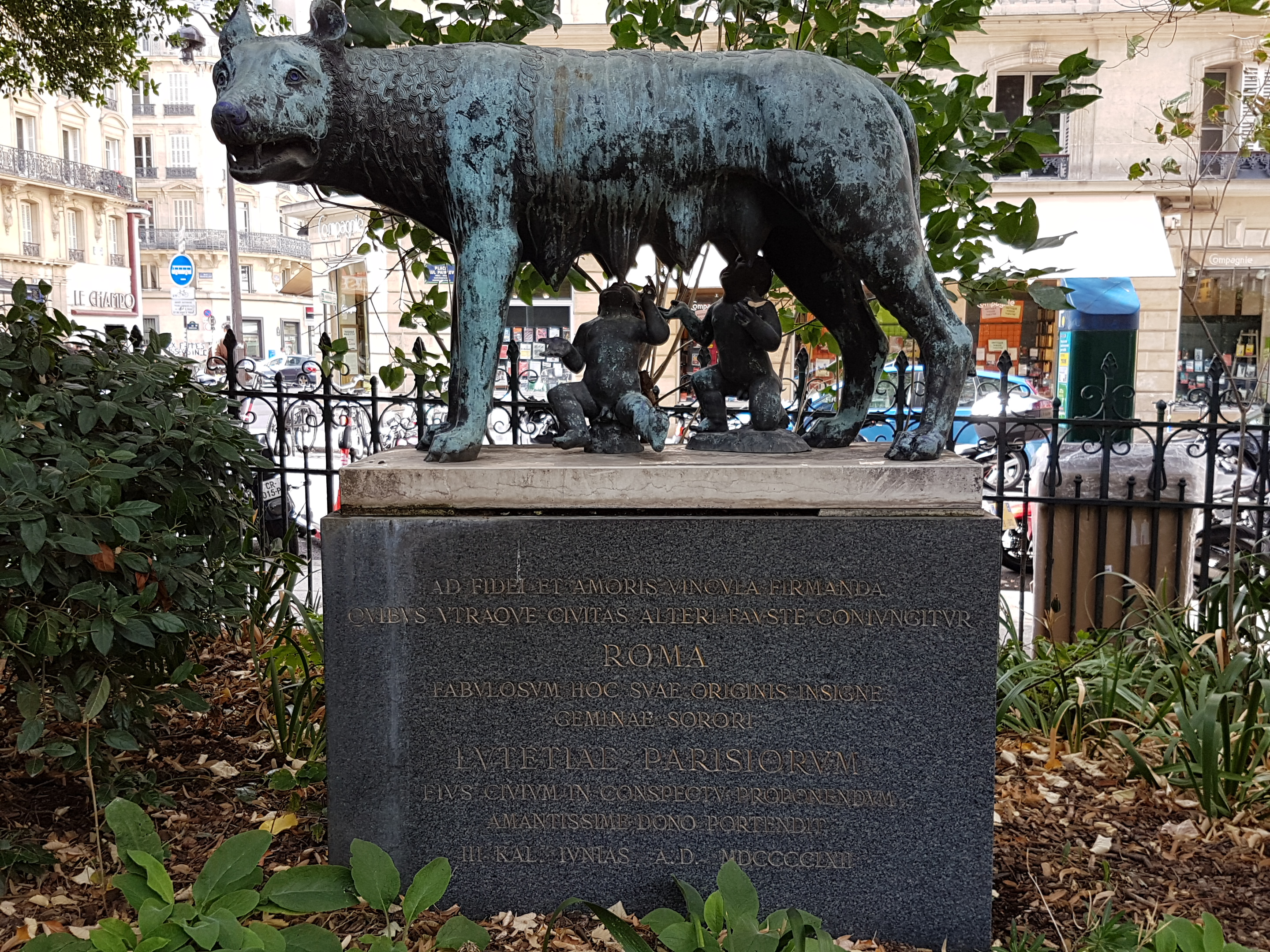
Réplique installée en 1962 dans le jardin de la place Paul-Painlevé, nommé square Samuel-Paty en 2021, à Paris.
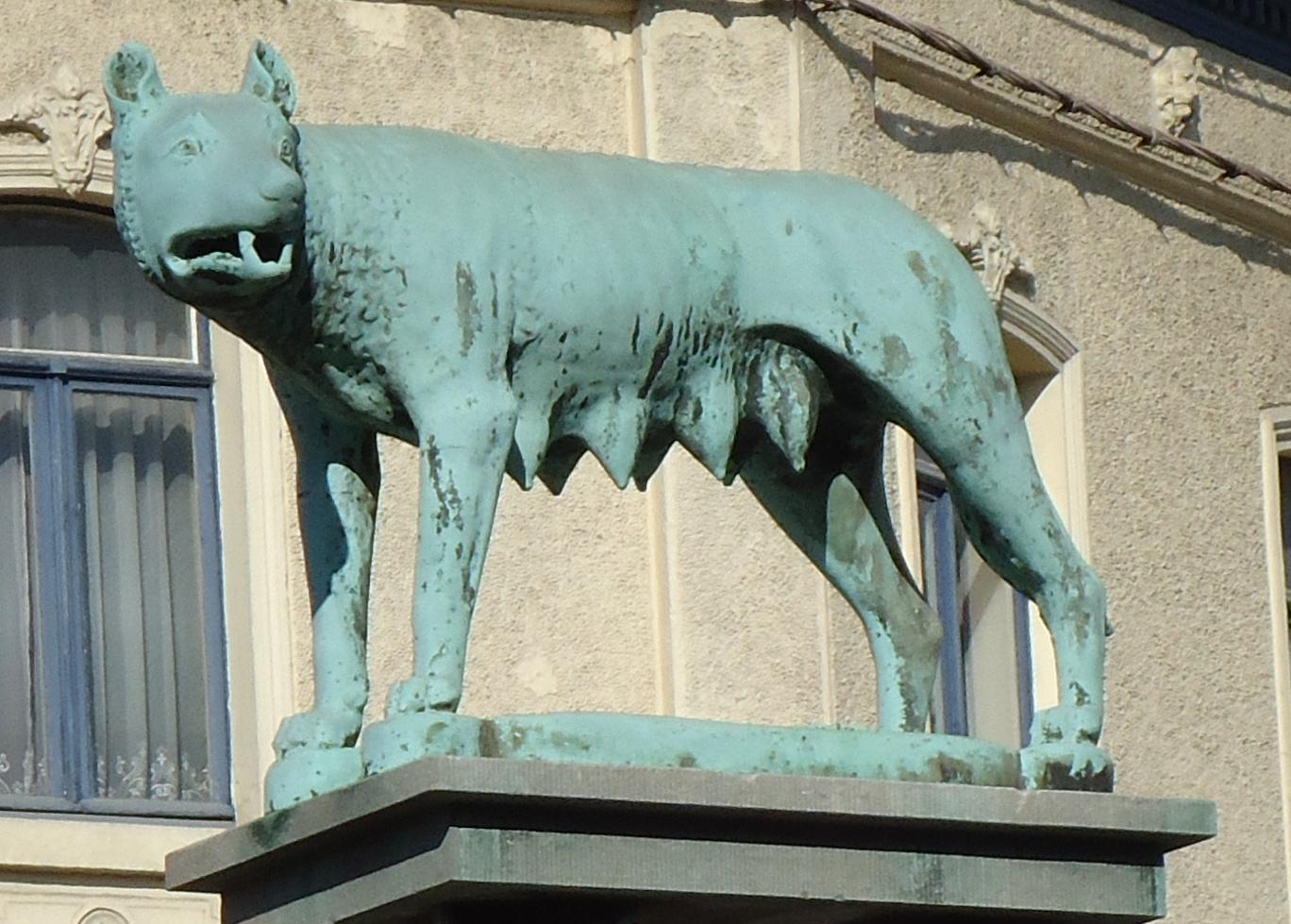
La réplique de la louve à La Louvière en Belgique.
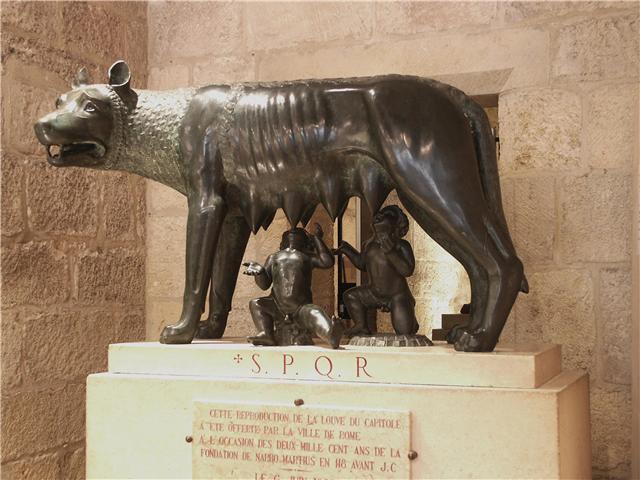
La Louve capitoline de la ville de Narbonne, offerte par Rome en tant que ville aînée hors d'Italie.
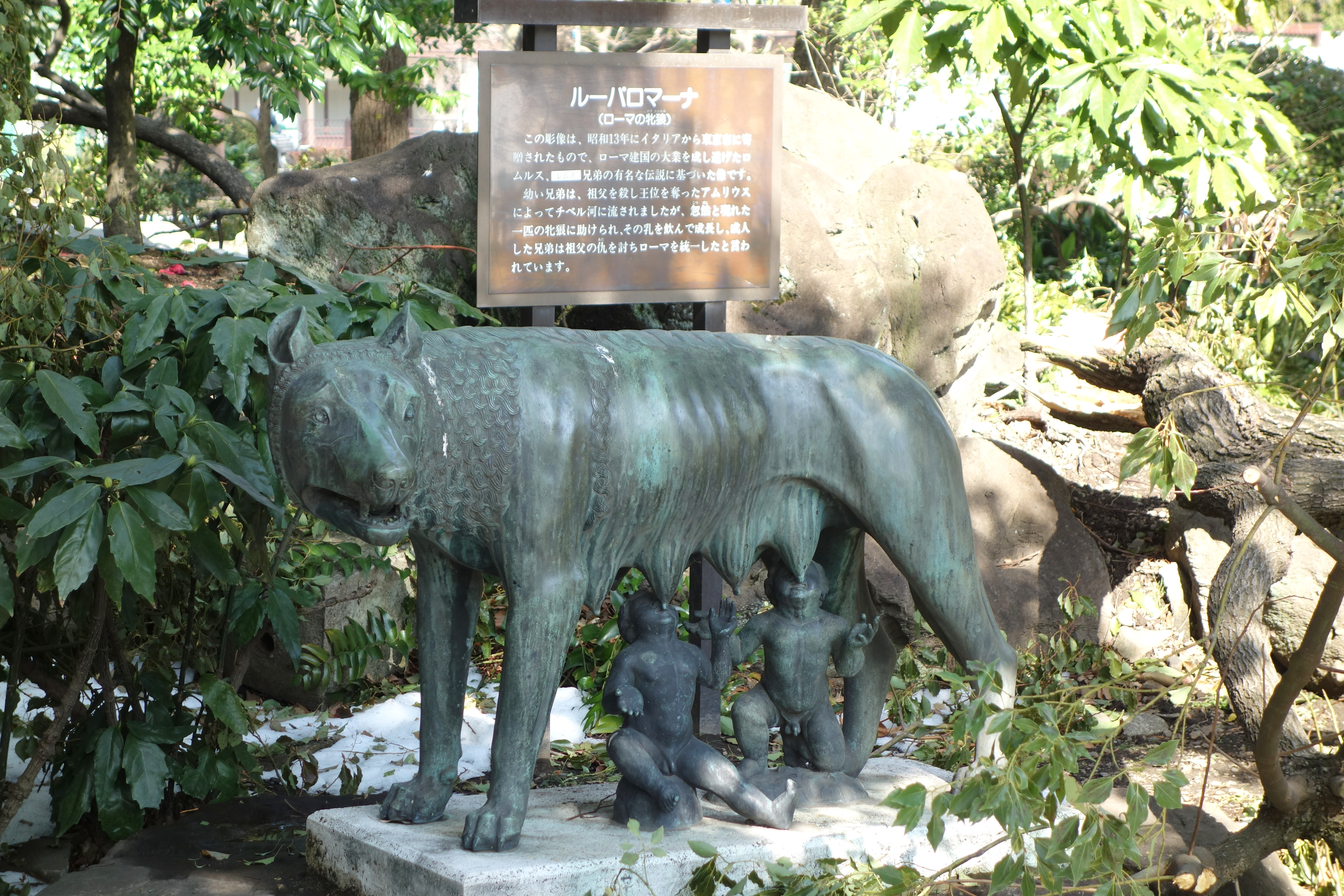
Réplique au parc Hibiya, à Tokyo.

## Représentations antiques de la louve romaine
Les textes anciens nous ont conservé le souvenir de deux groupes sculptés qui représentaient à Rome la louve et les jumeaux :
- un groupe installé en 296 av. J.-C. à l'initiative des édiles curules Cnaeus et Quintus Ogulnius Gallus, près du figuier Ruminal, ce dernier ayant été implanté au Comitium par l'augure Attus Navius[22] ;
- un groupe aperçu au Lupercal par Denys d'Halicarnasse[3] et datant vraisemblablement de l'époque de la restauration de la grotte par Auguste[23].

Ces deux œuvres n'ont pas survécu.
Un troisième groupe figurant la louve avec les jumeaux se trouvait au Capitole et fut renversé, avec d'autres statues, lors d'un violent orage qui s'abattit sur Rome en 65 av. J.-C. C'est à ce groupe (jumeaux non compris) qu'a généralement été identifiée la statue de la louve aujourd'hui conservée au musée du Capitole, dès 1544 par Marliani, puis par Winckelmann, Petersen, Carcopino et d'autres.
Sur la plupart des représentations antiques, la louve a la tête tournée vers l'arrière, veillant sur les jumeaux.

## Utilisation du symbole de la Louve du Capitole

### Utilisation politique
L'image a été exploitée par Benito Mussolini, qui s'est présenté comme le fondateur d'une « Nouvelle Rome ». Il a fait don de copies de la statue à divers endroits dans le monde. Pour développer ses relations avec les États-Unis, il a envoyé plusieurs exemplaires de la Louve du Capitole dans les villes américaines. En 1929, il a envoyé une réplique pour une convention nationale des Sons of Italy à Cincinnati, Ohio. Elle a été remplacée par une autre en 1931, qui se trouve toujours à Eden Park, Cincinnati. Une autre réplique a été donnée à la ville de Rome, la même année. Un troisième exemplaire a été offert à Rome, New York, en 1956 par Alfonso Felici, un vétéran de la Seconde Guerre mondiale. Une autre s'est retrouvée à l'Université normale du Nord-Est, en Chine, où l'on étudie l'histoire de la Grèce et de la Rome antiques[réf. nécessaire].

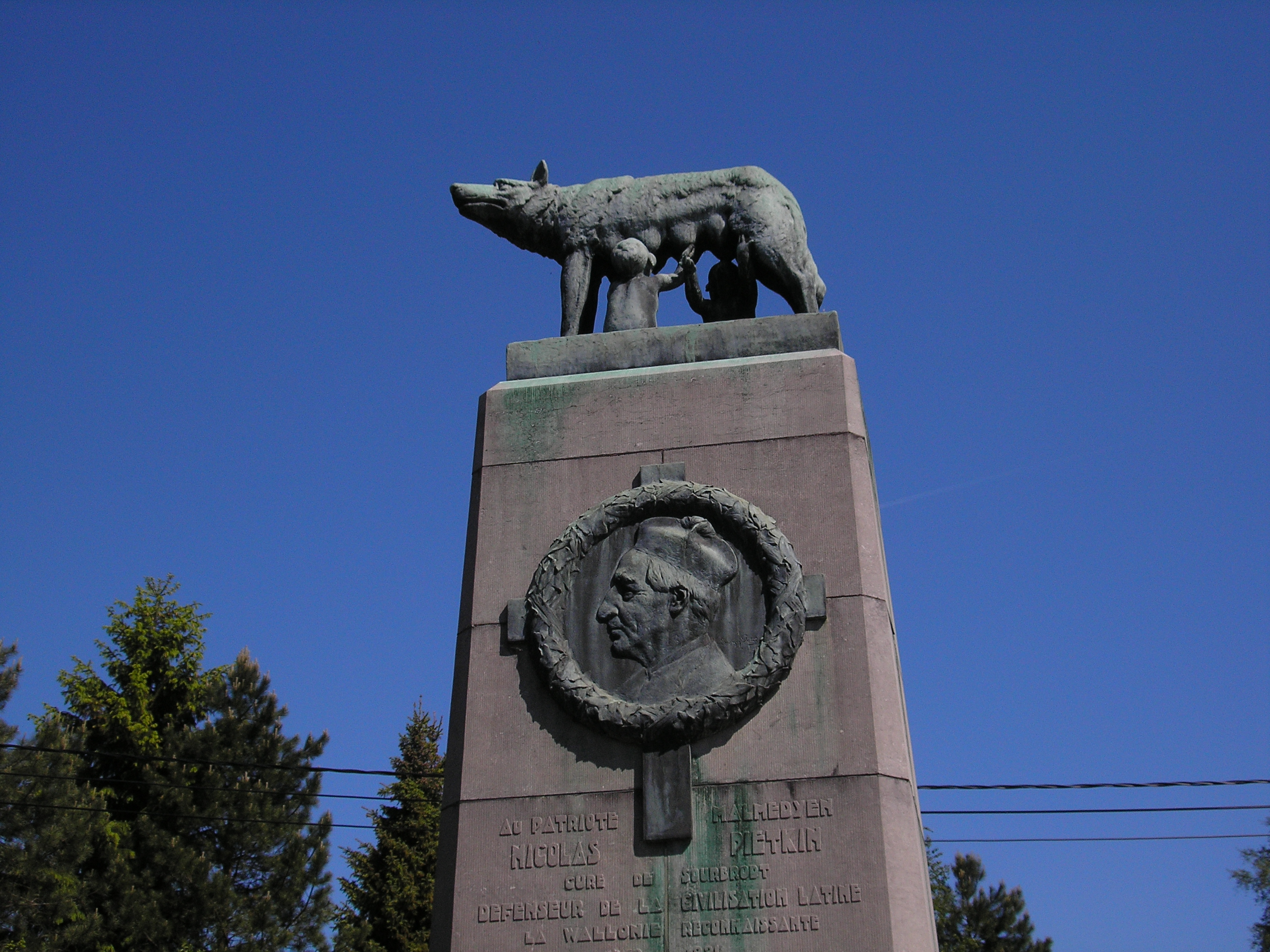
Le monument érigé à la mémoire de Nicolas Pietkin à Sourbrodt.

À Sourbrodt, en Wallonie, un monument représentant la Louve du Capitole, symbole de la civilisation latine, a été inauguré en 1926, à la mémoire de Nicolas Pietkin, militant wallon opposé à la politique prussienne de germanisation.
Enfin la louve romaine de Chişinău, capitale de la république de Moldavie, est devenue, depuis l'indépendance en 1991 de ce pays jadis roumain, puis soviétique, un symbole des luttes politiques entre autochtones moldaves (de langue romane) et colons russophones : régulièrement ces derniers la vandalisent ou la subtilisent, tandis qu'une « Ligue culturelle pour l'unité des Roumains de tous lieux » organise des souscriptions, fait faire des copies et la remet en place. La première statue a été fondue en 1940 au moment de l'annexion soviétique, puis une réplique a été remise en place lors de l'indépendance devant le musée d'Histoire.

### Dans le sport
La Louve du Capitole fut choisie comme emblème des Jeux olympiques de Rome (1960). Elle figure aussi sur le logo du club de football AS Rome.

### Dans la littérature et l'édition

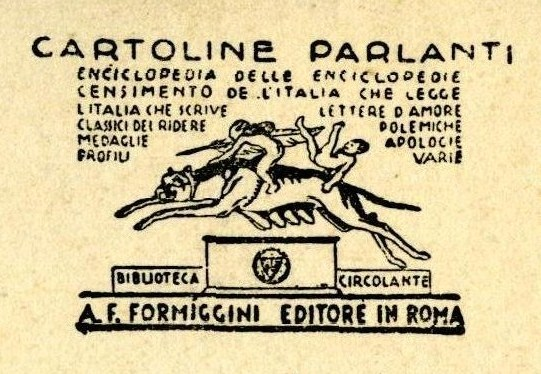
La louve romaine comique et galopante, emblème des éditions Formiggini à Rome.

La Louve du Capitole, sans les jumeaux (justifiant cela dans la FAQ par le fait que les jumeaux sont des ajouts tardifs), est aussi présente sur la couverture des livres de la série latine de la Collection des universités de France « Budé », à couverture rouge.
Le facétieux éditeur romain Angelo Fortunato Formiggini a adopté comme emblème de sa maison d'édition une louve romaine comique et galopante.
Dans Le Fils de Neptun de Rick Riordan, Lupa est le loup qui entraîne tous les demi-dieux qui souhaitent entrer dans le camp Jupiter. Elle entraîne Percy Jackson et il est mentionné qu'elle a également entraîné Jason Grace. Il est également possible qu'elle ait formé Frank Zhang, Hazel Levesque et Reyna Avila Ramirez-Arellano. Bien qu'elle soit sévère et dure, elle a toujours un côté doux.
Elle a été utilisée comme logo pour le label d'Artie Ripp, Family Productions, qui a sorti en 1971 le premier album de Billy Joel en tant qu'artiste solo, Cold Spring Harbor. En raison d'obligations contractuelles, elle a continué à apparaître sur de nombreux albums de Joel, même après sa signature chez Columbia Records.

### Au cinéma et à la télévision
Le film épique de 1964 d'Anthony Mann, La Chute de l'Empire romain, met en évidence une réplique agrandie de la louve du Capitole en tant que symbole républicain à l'arrière du Sénat, où, historiquement, l'autel et la statue de la Victoire se seraient dressés.
La série télévisée de 1976 Claudius, présente également la statue dans sa représentation de l'intérieur de la Chambre du Sénat.
Dans le film Agora de 2009, qui se déroule à Alexandrie au Ve siècle, la Louve du Capitole, accompagnée des jumeaux de Pollaiolo, peut être vue dans le palais du préfet, dans la scène avant la capture d'Hypatie, directement derrière son personnage.
Dans le premier épisode de l'émission télévisée américaine The Addams Family, une sculpture en miroir de la Louve du Capitole est exposée dans le salon des Addams. On peut la voir posée sur une table, juste à droite de l'escalier principal.

### Autres
La Boston Latin School utilise son image sur la couverture de son agenda en plus d'être l'emblème officiel de l'école.

## La Louve dans la monnaie

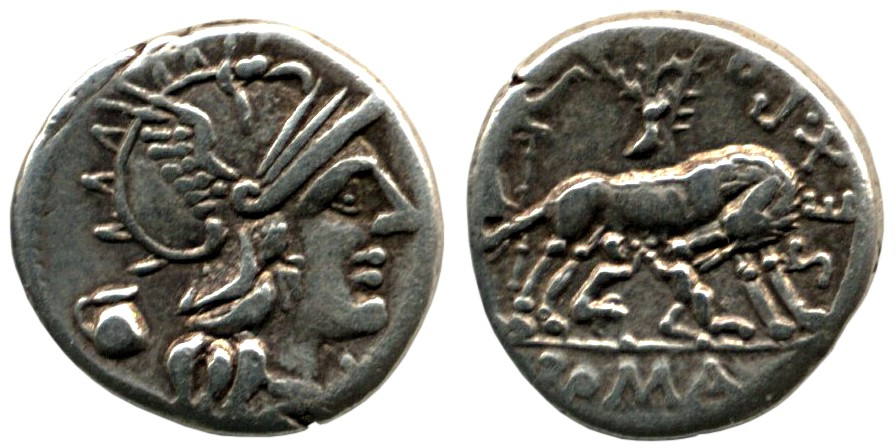
Denier d'argent de Sextus Pompée (vers 137 avant notre ère) : avers - le fleuve Rumon ; revers - sous le figuier, près du berger Faustulus, la louve veillant sur Romulus et Rémus.

Dans la seconde moitié du IIIe siècle av. J.-C., la louve devient l'un des motifs décoratifs des médaillons en relief, insérés au centre des vases ouverts de la céramique calena. Les médaillons reproduisent mécaniquement les modèles en métal, identifiables à la monnaie romano-campanienne en argent statère ; en arrière-plan, apparait parfois, le ficus Ruminalis sur lequel un ou deux oiseaux sont quelquefois perchés. À côté du noyau central, avec l'image de la louve et des jumeaux, des scènes figuratives plus complexes s'ajoutent à d'autres éléments de la légende : par exemple, la présence de deux bergers, ou de Faustulus seul, tel que rapporté par le denier du magistrat monétaire Sesto Pompeo Faustolo datable de 133-126 av. J.-C. ; Faustulus représenté en voyageur, les bras croisés, a le bras levé en signe d'émerveillement, geste qui souligne le sens miraculeux de l'allaitement, selon un schéma qui connaîtra un grand succès plus tard.
À l'époque de la République romaine tardive, dite du 'Augurium Romuli, datée de 110 av. J.-C., la représentation de la Roma Victrix, associée à la Lupercal, le lieu où selon la légende la louve allaitait Romulus et Remus, est entrée dans le répertoire figuratif des gemmes ; en même temps, les bergers sont devenus deux et la connotation spécifique de Faustulus s'est perdue.
Avec la fin de l'époque républicaine, la tradition iconographique narrative fait place à des représentations isolées, privilégiées pour leur caractère dramatique ou pour l'importance acquise par la scène dans la propagande personnelle de l'empereur ; en particulier, la louve romaine devient l'un des motifs décoratifs utilisés sur les urnes et les autels funéraires du début de l'époque impériale.
À l'époque d'Auguste, l'image de l'allaitement des jumeaux fait allusion à une vie heureuse qui rappelle l'avènement de l'Âge d'or célébré dans les Jeux séculaires de 17 av. J.-C.. Après une longue absence pendant tout l'âge julio-claudien, la louve allaitant les jumeaux réapparaît sur le dos des auras de Titus (empereur romain) et des monnaies frappées à Rome par Dioclétien, peu avant la mort de Vespasien en 79. Une barque est représentée Dans l'exergue, qui rappelle le panier dans lequel les deux enfants ont été trouvés : le petit bateau devient le symbole du sauvetage miraculeux, puisque ce n'est que grâce à lui que Romulus et Remus ont atteint la rive du Tibre.
Avec Hadrien, la louve avec les jumeaux devient un attribut caractéristique de la personnification du Tibre, auparavant accompagnée du palmier ou de l'hydrie renversée. Sur la monnaie de cet empereur, la louve apparaît avec une attitude nouvelle, non plus entièrement tournée vers les jumeaux, mais avec la tête tournée aux trois quarts. Le sens de la nouvelle image doit être compris par rapport aux effigies de la louve qui montrent une posture différente renvoyant à une attitude programmatique différente de la politique impériale :
- l'animal accroupi (surtout à côté des personnifications du Tibre), rappelle la douceur obtenue grâce à l'intervention divine ;
- l'animal face aux jumeaux rappelle la protection accordée par l'empereur au peuple romain ;
- l'animal à la tête fièrement relevée rappelle la prédestination de la grandeur de l'Empire.

Le motif de la louve connaîtra une large diffusion, avec de larges et nombreuses variantes, également dans la monnaie et les médaillons de bronze d'Antonin le Pieux, qui reprend le programme de son prédécesseur et récupère, avec les mêmes motivations idéologiques, tout le répertoire relatif au passé légendaire de Rome. Après Hadrien, l'image de la louve nourricière se répand dans la monnaie provinciale ; trois légions ont utilisé la louve romaine comme insigne militaire : la Legio II Italica (en Norique), la Legio VI Ferrata (à l'est) et la Legio XI Claudia (au IIe siècle en Mésie Inférieure).
Au IIIe siècle, le thème de l'allaitement miraculeux disparaît des monuments publics et de la monnaie de Rome et n'apparaît qu'à des occasions spéciales liées à des anniversaires exceptionnels, comme les jeux séculaires célébrés par Philippe l'Arabe en 248, qui selon le calcul verronien, coïncidait avec le millième anniversaire de Rome, et dans les anniversaires suivants célébrés par Gallien, par Probus (empereur) et par Carusio tous les dix ans.
Au IVe siècle, l'image vénérable de la louve revient à la mode avec Maxence (empereur romain), le dernier véritable empereur romain, qui tenta de redonner à Rome une centralité perdue en rénovant ses monuments et en donnant à son fils le nom de son fondateur : Romulus.